# Swinhoea impunctata
Swinhoea impunctata là một loài bướm đêm trong họ Noctuidae.